# Duško Trajčevski
Duško Trajčevski (in macedone Душко Трајчевски?; Skopje, 1º novembre 1990) è un calciatore macedone, centrocampista del Gostivar.

## Carriera

### Club
Il 1º luglio 2018 viene acquistato a titolo definitivo dalla squadra cipriota dell'Alkī Oroklini.

### Nazionale
Tra il 2015 ed il 2020 ha giocato complessivamente 6 partite con la nazionale macedone.

## Palmarès

### Club

#### Competizioni nazionali
- Coppa di Macedonia: 2

Rabotnički: 2013-2014, 2014-2015
- Campionato macedone: 1

Rabotnički: 2013-2014